# 포드 아이다호 센터
포드 아이다호 센터(영어: Ford Idaho Center)는 미국 아이다호주 냄파에 위치한 실내 경기장이다. 과거 CBA 아이다호 스탬피드의 홈경기장으로 사용했다.